# Львовский городской рельсовый автобус
Львовский городской рельсовый автобус — функционировавшая в прошлом линия городского поезда во Львове; подвижным составом был рельсовый автобус (первый городской на Украине); открыт 1 декабря 2009 года при участии премьер-министра Украины Юлии Тимошенко. Отменён 15 июня 2010 года по причине нерентабельности маршрута (убытки превышали 1 млн грн.)
Рельсовый автобус во Львове запустили для быстрого и комфортного сообщения между Сыховским массивом, главным железнодорожным вокзалом, центром и промышленным районом Подзамче, а также для разгрузки уличного общественного транспорта в этих направлениях. Маршрут обслуживался единичным вагоном-автомотрисой PESA 620M 004 польского производства. Стоимость проезда, которая оплачивалась непосредственно в автобусе, составляла 1 гривну 50 копеек. Путь от Сыхова до Подзамче рельсовый автобус преодолевал за 45—48 минут, курсировал ежедневно и осуществлял вначале 7, а затем 5 рейсов в обе стороны. Начало курсирования в 5:50, обед с 14:27 до 16:37, конец работы 22:21.
На своём пути рельсовый автобус делал такие остановки: Сыхов — Зубривская — Персенковка — Княгини Ольги — Коновальца — Городоцкая — Львов-Главный (ж/д вокзал) — Гната Хоткевича — Подзамче.
Обсуждалась возможность открытия второй линии рельсового автобуса, которая соединила бы главный железнодорожный вокзал со спальным районом Рясное.